# Нові індустріальні країни

Мапа нових індустріальних країн

До нових індустріальних країн (НІК) зачислюють низку країн Азії й Америки, які характеризуються високими темпами економічного зростання. НІК виділились з країн, що розвиваються, у 60-х роках ХХ ст.
У формуванні НІК можна виділити 4 етапи. На першому етапі три країни Південно-Східної Азії (Сінгапур, Тайвань, Південна Корея) і три країни Латинської Америки (Аргентина, Бразилія, Мексика) доволі швидко досягли великих соціально-економічних зрушень і практично зрівнялися з державами, які мали стабільно високі темпи економічного зростання. На другому етапі до цих країн додалися ще Малайзія, Таїланд та Індія. На третьому етапі в групу НІК почали зараховувати Кіпр, Туніс, Туреччину та Індонезію, на четвертому — Філіппіни та Китай. З'явилися цілі регіони, які можна оголосити індустріальними зі стабільним зростанням.

## Критерії, за якими ті чи інші держави зачисляють до НІК (за методикоюООН)
1. розмір валового внутрішнього продукту (ВВП) на особу;
2. середньорічні темпи приросту ВВП;
3. питома вага обробної промисловості у ВВП (вона повинна бути понад 20 %);
4. обсяг експорту промислових виробів і їхня частка в загальному вивозі;
5. обсяг прямих інвестицій за кордоном.

Привертають увагу й такі характеристики нових індустріальних країн, як високі темпи зростання, динамічні макроекономічні та внутрішньогалузеві структурні зрушення, зростання професійного рівня робочої сили, інтенсивна участь у міжнародному поділі праці, широке використання іноземного капіталу з метою розвитку тощо.

## Чинники появи НІК
Чинники, що зумовили появу НІК, умовно можна поділити на зовнішні та внутрішні.
Зовнішніми чинниками є:
1. Країна опинилась у сфері особливих політичних чи економічних інтересів промислово розвинених країн, передусім США і Японії. Отож для неї робитиметься все можливе, аби забезпечити високу стабільність і високу лояльність її населення до економічної системи капіталізму. Так США діяли після Другої світової війни — надавали різноманітну допомогу і підтримку Західній Німеччині та Японії з метою перетворення їх у головні центри протидії поширенню соціалізму на Західну Європу та Південно-Східну Азію. США, оголошуючи зоною особливих національних інтересів Південну Корею і Тайвань, хотіли перетворити їх у головні країни, які б протистояли комуністичному впливові з боку КНР, Корейської Народно-Демократичної республіки та Соціалістичного В'єтнаму. Південній Кореї і Тайваню надавалася величезна економічна допомога та військова підтримка. За період 1950—1990 років Тайвань отримав понад 24 мільярди доларів США іноземних капіталовкладень. Під час фінансової кризи 1998 року США та інші розвинуті країни через міжнародні фінансові організації надали Південній Кореї позики обсягом майже 70 мільярдів доларів США. У сферу економічних і політичних інтересів США потрапили також окремі країни Латинської Америки, передусім Мексика. У 1995 році для підтримки фінансової стабільності США виділили Мексиці 50 мільярдів доларів, причому 20 мільярдів надійшло зі спеціального президентського фонду стабілізації. Країни Південно-Східної Азії були і є сферою особливих економічних і політичних інтересів США та Японії.
2. Структурна перебудова економіки, що розпочалася у промислово розвинених країнах завдяки науково-технічній революції (НТР) в 50-60-х роках. Транснаціональні корпорації (ТНК) промислово розвинених країн швидко освоїли виробництво автомобілів, напівпровідників, обчислювальної техніки, побутової електроніки не лише в межах країни базування, а й в країнах, що розвиваються. У 80-х роках прямі інвестиції в економіку НІК становили понад 40 % усіх прямих капіталовкладень, що їх здійснювали промислово розвинуті країни в економіку країн, що розвиваються.

Основними внутрішніми чинниками, що спричинили економічне зростання так званих НІК, є:
1. Відносна політична стабільність і лояльні до розвинутих капіталістичних країн політичні режими. Керівництво країн було готове здійснювати політичні й економічні реформи, спрямовані на користь капіталістичних країн, зокрема повне гарантування безпеки їхніх інвестицій, дистанціювання від соціалістичної теорії і практики, підтримки дій розвинених країн у міжнародних організаціях. Країни, що розвиваються, так унормували свої правові акти, що вони дозволяли ТНК зі США, Японії та їх союзників практично безперешкодно використовувати дешеву робочу силу, дешеву сировину та достатньо місткі внутрішні ринки і так само безперешкодно експортувати вироблену продукцію.
2. Продуктивна з погляду досягнення кінцевого результату економічна стратегія, що складалась з декількох етапів. На першому етапі країни поступово заміняли вітчизняною продукцією імпорт аналогічних виробів з-за кордону і тим самим економили валютні кошти й водночас насичували внутрішній ринок основними споживчими товарами. На другому етапі створювався експортний потенціал і нарощувалась потужність базових галузей економіки. При цьому НІК Південно-Східної Азії створювали підприємства з випуску переважно трудомісткої продукції масового споживання, водночас латиноамериканські НІК віддавали перевагу розвитку високотехнологічних капіталомістких галузей, таких, як обробна та видобувна промисловість. Третій етап впровадження економічної стратегії характеризується створенням власної науково-дослідної бази та розвитком наукомістких галузей, включенням країни у процес експорту капіталу. Причому більшу частину капіталів східноазійські країни намагаються інвестувати в обробну промисловість і сферу послуг країн Північної Америки та Західної Європи, прагнучи у такий спосіб отримати доступ до новітніх технологій.
3. Розвиток продуктивних сил, тобто засобів виробництва та людини як головної продуктивної сили суспільства. НІК Південно-Східної Азії зробили величезні капіталовкладення в оновлення засобів виробництва у традиційних галузях економіки та створили нові, раніше відсутні виробництва на базі новітньої техніки і технологій. Причому інвестиції у фізичний капітал вони здійснювали за рахунок високої норми внутрішніх заощаджень, що становила понад 30 % ВВП. Водночас НІК Південно-Західної Азії інвестували кошти у початкову та середню освіту, розвиток науково-технічного потенціалу та перепідготовку кадрів, тому місцева робоча сила стала готовою до високоефективної роботи зі складною наукомісткою технікою.
4. В економіці оптимально поєднались ринковий механізм і державне регулювання. Хоча економічна роль держави в кожній із НІК різна, загалом вона була достатня для того, щоб доповнити ринкові механізми там, де вони об'єктивно неспроможні були забезпечити високі темпи економічного розвитку. Саме завдяки державному регулюванню зовнішньоекономічних відносин Гонконг, Тайвань, Південна Корея, Сінгапур протягом тривалого часу мали позитивне сальдо платіжних балансів. Уряди азійських країн контролювали заходи з підтримання макроекономічної стабільності, уникаючи високої інфляції та безробіття. У Південній Кореї всі провідні галузі матеріального виробництва мають яскраво виражений експортноорієнтований характер. Доходи від зовнішньої торгівлі становлять основну частину бюджетних надходжень.
5. Ефективна, протилежна традиційній, політика доходів. Уряди Південної Кореї, Сінгапуру, Гонконгу і Тайваню проігнорували традиційні західні теорії, згідно з якими нерівність у доходах начебто потрібна для стимулювання економічного зростання, оскільки багаті схильні до заощадження більше, ніж бідні. Чим більше багатих, твердять традиційні теорії, тим більші заощадження і тим більші можливості для інвестицій в економічний розвиток. Східноазійські країни пішли шляхом забезпечення справедливішого розподілу, подолання нерівності в доходах, що посилило мотивацію безпосередніх виробників — головної продуктивної сили суспільства.

Отже, появу НІК зумовила не сама собою економічна система капіталізму, а її оптимальне пристосування до сучасних глобальних процесів. Це пристосування відбувається по лінії продуктивних сил, виробничих відносин та господарського механізму. Причому воно відбувається значною мірою шляхом використання способів, методів, принципів соціалізму.

## Закономірності розвитку НІК
Під впливом певних чинників (НТР, екологічна проблема, демографічна ситуація) у 60-70-ті роки у розвинутих країнах з ринковою економікою деякі галузі легкої промисловості, металургії, хімії, машинобудування та електроніки почали втрачати порівняльні переваги. Зростання витрат виробництва (заробітна плата, охорона довкілля тощо) робило невигідним виробництво продукції цих галузей і спричиняло їхнє перенесення у країни, що розвиваються. Деякі з цих країн, маючи традиційні порівняльні переваги (дешева робоча сила, наявність сировини, низькі ціни на землю тощо), стали зоною інтересів ТНК, які організували тут експортне виробництво промислової продукції. Залучення ТНК до індустріалізації виявилося найзначнішим у тих країнах, які перші взяли курс на експортноорієнтовану модель розвитку і створили сприятливий клімат для іноземних інвестицій. Це були НІК першого покоління. З середини 80-х років цей процес охопив деякі інші країни, що розвиваються. Через зростання вартості робочої сили, підвищення курсів національних валют НІК першого покоління почали, своєю чергою, втрачати власні порівняльні переваги у виробництві працемісткої продукції. Активно переорієнтувавшись у бік технологічно складної, наукомісткої продукції, азійська четвірка НІК почала масово переміщувати працемісткі виробництва у країни з дешевою робочою силою — Малайзію, Індонезію, Таїланд та ін., чим і сприяла появі нових індустріальних країн другого покоління.
У цьому процесі участь беруть і ТНК, переміщаючи у друге покоління НІК виробництва, конкурентоспроможність яких тут вища, ніж у розвинутих країнах з ринковою економікою. Збереження цієї тенденції спричинить розширення кола НІК і подальшої передачі вже у країни третього покоління (Філіппіни, Шрі-Ланка, В'єтнам та ін.) «нижніх поверхів» промисловості.
Отже, простежується «ступінчаста» індустріалізація, яка відбувається у НІК. Піднімаючись технологічними сходами вгору, кожна група цих країн звільняє нижню сходинку для іншого, наступного за нею, покоління НІК.
Крім ринкового механізму, який діє через зниження відносних переваг на трудових витратах у країнах, що пішли шляхом індустріалізації, а також підвищення курсу їхніх валют, у розширенні кола НІК відіграла роль політика неопротекціонізму розвинутих країн з ринковою економікою. Ця політика була спрямована на послаблення позицій нових конкурентів з числа країн, що розвиваються, оскільки на НІК припадає в середньому до 40 % експорту. Тиск індустріальних країн на Південну Корею та інші НІК першої хвилі змушує їх «добровільно» обмежувати експорт у розвинуті країни. Наприклад, із 1989 р. США виключили четвірку азійських «драконів» з числа країн, які користуються пільгами відповідно до генеральної системи преференцій. У цій ситуації переведення виробництва до НІК другого ешелону дає змогу ТНК і національним компаніям Південної Кореї, Сінгапуру, Тайваню, Гонконгу обминати бар'єри на шляху експорту промислової продукції в індустріально розвинуті країни.

## Моделі розвитку економік НІК
Існує дві основні моделі розвитку економік НІК: Азійська модель — характеризується незначною часткою державної власності в економіці, однак високим ступенем впливу держави на економічні процеси (т. зв. інтервенціонізмом), існуванням культу лояльності до «своїх» корпорацій, безумовним пріоритетом національних інтересів над міжнародними, національна економіка розвивається з орієнтацією здебільшого на зовнішній ринок.
Латиноамериканська модель — розвиток національної економіки з орієнтацією на імпортозаміщення.

## Приклади
BRICS